# Desa Tamanan (administrativ by i Indonesien, Jawa Timur, lat -8,02, long 113,82)
Desa Tamanan är en administrativ by i Indonesien.   Den ligger i provinsen Jawa Timur, i den västra delen av landet, 800 km öster om huvudstaden Jakarta.